# دانشگاه مرکزی کارولینای شمالی
دانشگاه مرکزی کارولینای شمالی (انگلیسی: North Carolina Central University) دانشگاه دولتی مستقر در ایالات متحده آمریکا است.